# Le Mosse
Le Mosse è una frazione di Montefiascone che si è sviluppata intorno alla Via Verentana, sul versante orientale del colle falisco.
La chiesa parrocchiale è quella di San Giuseppe lavoratore, al centro della frazione.
In questa frazione si trova la pregevole chiesa di Santa Maria di Montedoro, progettata da Antonio da Sangallo il giovane.